# Fit for a King (zespół muzyczny)
Fit for a King (znany również jako FFAK)  – amerykański zespół muzyczny wykonujący metalcore należący do nurtu chrześcijańskiego, pochodzący z Tyler w Teksasie założony w 2007 roku. 

## Historia

### Początki działalności (2007-2012)
Fit for a King został założony w 2007 roku w mieście Tyler w Teksasie przez Jareda Easterlinga, Aarona Decura, Justina Juno, Jareda McFerrona, Alexa Danfortha i Jeda McNeilla. Zespół występował lokalnie i regionalnie oraz wydał w początkowych latach dwie EPki zatytułowane „Fit for a King” oraz „Awaken the Vesper”. W 2009 roku zespół postanowił rozpocząć trasę koncertową w pełnym wymiarze godzin, a McNeill i McFerron opuścili zespół z powodu chęci kontynuowania nauki. Ryan Kirby z zespołu Bodies Awake (pochodzący z Fort Worth) dołączył do Fit for a King w 2010 roku, by zastąpić Masona Wilsona, który niedawno zastąpił Danfortha na czele. Gitarzysta Bobby Lynge dołączył do zespołu w tym samym roku. Grupa wydała niezależnie swój pierwszy album zatytułowany „Descendants” w 2011 roku. Wraz z wydaniem przez nich teledysku „Ancient Waters” zespół zaczął nagrywać kolejne. Basista Aaron Decur opuścił formację w 2011 roku, aby kontynuować karierę w dziedzinie egzekwowania prawa, zaś zastąpił go Aaron Kadura, który później w zespole dodatkowo śpiewał obok Jareda Easterlinga.

### Z wytwórnią Solid State Records (od 2012)
W lipcu 2012 roku Fit for a King podpisała kontrakt z wytwórnią Solid State Records. Grupa wydała swój pierwszy za pośrednictwem wytwórni album studyjny „Creation/Destruction” 12 marca 2013 roku. Album sprzedał się w ponad 3100 egzemplarzy w pierwszym tygodniu sprzedaży. W zestawieniu Billboard 200 znalazł się na 175. pozycji, zaś w Christian Albums na 17. miejscu oraz na 6. w Hard Rock Albums.
Zespół postanowił wydać ponownie przedtem niezależnie wydany album „Descendants”, który ukazał się 25 listopada 2013 roku i był  na liście Christian Albums notowany na 38. pozycji oraz na 8. miejscu na liście Heatseekers Albums.
Trzeci album Fit for a King zatytułowany „Slave to Nothing” został wydany 14 października 2014 roku wraz z trzema singlami, w tym „Slave to Nothing” z udziałem Mattie Montgomery'ego z For Today. Grupa później wydała czwarty album studyjny „Deathgrip” 7 października 2016 roku.
Fit For a King ogłosił swój piąty album „Dark Skies”, który ukazał się 14 września 2018 roku. Wraz z tym ogłoszeniem zespół wydał również pierwszy na płycie singiel „Tower of Pain” 1 czerwca 2018 roku. Następnie ukazały się cztery inne single: „The Price of Agony” 29 czerwca, „Backbreaker” 27 lipca, „When Everything Means Nothing” 10 sierpnia oraz „Oblivion” 24 sierpnia 2018 roku.
30 września 2018 roku Bobby Lynge ogłosił, że rozstanie się z zespołem w dobrych stosunkach, powołując się na potrzebę bycia z rodziną i zainteresowania nowymi przedsięwzięciami biznesowymi. Jednak Lynge stwierdził, iż nadal będzie zaangażowany w proces tworzenia kolejnego albumu i nie wyklucza, że ponownie wystąpi w trasie z zespołem.

## Muzycy
| Obecny skład zespołu - Jared Easterling – perkusja (od 2007), wokal (2007–2014) - Ryan Kirby – główny wokal (od 2010) - Ryan "Tuck" O'Leary – gitara basowa, wokal (od 2014) - Bobby Lynge – gitara (od 2010), wokal wspierający (od 2010) (od 2018 jedynie studyjne nagrania) Muzycy koncertowi - Trey Celaya (Invent Animate) – gitara prowadząca (od 2018) - Daniel Gailey (Phinehas) – gitara prowadząca, wokal wspierający (od 2018) |  | Byli członkowie zespołu - Alex Danforth – główny wokal (2007–2008) - Justin Juno – gitara basowa (2007–2008) - Jared Mcferron – gitara (2007–2009) - Jed McNeill – keyboard (2007–2009) - Mason Wilson – główny wokal, gitara (2008–2010) - Aaron Decur – gitara (2007–2008), gitara basowa (2008–2011) - Justin Hamra – gitara (2008–2013) - Aaron Kadura – gitara basowa, wokal (2011–2014) |

Oś czasu

## Dyskografia

### Albumy
| 2011                           | Descendants - Data: 23 września 2011 25 listopada 2013 (reedycja) - Wydawca: Solid State Records | –   | 38 | –  | – | 8 | —  |
| 2013                           | Creation/Destruction - Data: 12 marca 2013 - Wydawca: Solid State Records                        | 175 | 17 | 43 | 6 | 3 | –  |
| 2014                           | Slave to Nothing - Data: 14 października 2014 - Wydawca: Solid State Records                     | 49  | 3  | 11 | 3 | – | 49 |
| 2016                           | Deathgrip - Data: 7 października 2016 - Wydawca: Solid State Records                             | 71  | 2  | 18 | 5 | – | 32 |
| 2018                           | Dark Skies - Data: 14 września 2018 - Wydawca: Solid State Records                               | 69  | 2  | 6  | 3 | – | 13 |
| 2020                           | The Path - Data: 18 września 2020 - Wydawca: Solid State Records                                 |     |    |    |   |   |    |
| „—” pozycja nie była notowana. |                                                                                                  |     |    |    |   |   |    |

### Minialbumy
| Rok  | Tytuł                                                        |
| ---- | ------------------------------------------------------------ |
| 2008 | Fit for a King - Data: 2008 - Wydawca: wydany niezależnie    |
| 2009 | Awaken the Vesper - Data: 2009 - Wydawca: wydany niezależnie |